# Amerykańskie monety obiegowe
Amerykańskie monety obiegowe – monety obiegowe wybijane przez U.S. Mint i emitowane przez Departament Skarbu od 1792 roku, kiedy na mocy Coinage Act of 1792 ustanowiono pierwsze nominały monet oraz metale, z których miały zostać wykonane.
Nominały obiegowych monet amerykańskich to: ½ centa; 1 cent; 2 centy; 3 centy (trime); 5 centów (half dime, nickel); 10 centów (dime); 25 centów (quarter); 50 centów (half dollar); 1 dolar; 2½ dolara (Quarter Eagle); 3 dolary; 5 dolarów (Half Eagle); 10 dolarów (Eagle); 20 dolarów (Double Eagle).
Obecnie (2022) w obiegu występują następujące nominały: 1 cent, 5, 10, 25, 50 centów, 1 dolar.

## ½ centa
Wprowadzenie monet półcentowych na mocy Coinage Act of 1792 było podyktowane potrzebą wydawania reszty z płatności dokonywanych przy użyciu będących wówczas w obiegu w Stanach Zjednoczonych hiszpańskich reali, których kurs ustalono na 12,5 centa.
Lista wszystkich monet o nominale ½ centa:
| Typy         | Lata emisji | Wizerunek | Wizerunek | Charakterystyka | Charakterystyka | Charakterystyka | Charakterystyka |
| Typy         | Lata emisji | awers     | rewers    | waga (g)        | średnica (mm)   | krawędź         | stop            |
| ------------ | ----------- | --------- | --------- | --------------- | --------------- | --------------- | --------------- |
| Liberty Cap  | 1793–1797   |           |           | 6,74            | ~ 23,5          | gładka          | miedź           |
| Liberty Cap  | 1794–1797   |           |           | 6,74            | ~ 23,5          | gładka          | miedź           |
|              |             |           |           |                 |                 |                 |                 |
| Draped Bust  | 1800–1808   |           |           | 5,44            | 23,5            | gładka          | miedź           |
|              |             |           |           |                 |                 |                 |                 |
| Classic Head | 1809–1836   |           |           | 5,44            | 23,5            | gładka          | miedź           |
|              |             |           |           |                 |                 |                 |                 |
| Braided Hair | 1840–1857   |           |           | 5,44            | 23              | gładka          | miedź           |

## 1 cent
Monety o nominale jednego centa zaczęto wybijać i emitować już w 1793 roku. Ówczesne prawo stanowiło, że waga centa powinna być dwukrotnością wagi monety o nominale ½ centa. Jednocentówki zwane large cents były emitowane co roku do 1857 roku, prócz roku 1815, kiedy braki miedzi na rynku uniemożliwiły emisję tej monety. W latach 50. XIX wieku koszty produkcji i dystrybucji monet miedzianych zaczęły rosnąć. Ponadto monety te cieszyły się popularnością wyłącznie w dużych ośrodkach miejskich. W 1857 roku wraz ze zniesieniem monety o nominale ½ centa wprowadzono tzw. małego centa, którego waga miała wynosić od teraz 72 grany (4,66 g), a stop miał składać się w 88% z miedzi i 12% z niklu. Nowe prawo pozwoliło także amerykańskiej mennicy i Departamentowi Skarbu wykupować stare monety centowe i półcentowe, a także monety hiszpańskie za nowe centy.
W trakcie wojny secesyjnej monety srebrne i złote zniknęły z obiegu. Również miedzioniklowe monety stanowiły rzadkość. W 1864 roku amerykański rząd ogłosił emisję centów wykonanych z brązu.
W 1943 roku, w związku z niedoborem miedzi na rynku spowodowanym wojną, Departament Skarbu rozpoczął emisję monet wykonanych ze stali pokrytych cynkiem. W 1944 roku powrócono do bicia monet z brązu aż do 1958 roku. W latach 1959–1982 powrócono do stopu miedzi przy wybijaniu jednocentówek. Od 1982 roku monety jednocentowe wybijane są na krążkach z cynku pokrytych miedzią.

### Miedziane
Lista wszystkich miedzianych monet o nominale 1 centa:
| Typy         | Lata emisji | Wizerunek | Wizerunek | Charakterystyka | Charakterystyka | Charakterystyka                                                          | Charakterystyka |
| Typy         | Lata emisji | awers     | rewers    | waga (g)        | średnica (mm)   | krawędź                                                                  | stop            |
| ------------ | ----------- | --------- | --------- | --------------- | --------------- | ------------------------------------------------------------------------ | --------------- |
| Flowing Hair | 1793        |           |           | 13,48           | 26–27           | z motywem winorośli i ząbkowana                                          | miedź           |
| Flowing Hair | 1793        |           |           | 13,48           | 26–28           | z motywem winorośli i ząbkowana lub z napisem „ONE HUNDRED FOR A DOLLAR” | miedź           |
|              |             |           |           |                 |                 |                                                                          |                 |
| Liberty Cap  | 1793–1796   |           |           | 13,48           | ~ 29            | ząbkowana lub z napisem „ONE HUNDRED FOR A DOLLAR” i liściem             | miedź           |
|              |             |           |           |                 |                 |                                                                          |                 |
| Draped Bust  | 1796–1807   |           |           | 10,89           | ~ 29            | płaska                                                                   | miedź           |
|              |             |           |           |                 |                 |                                                                          |                 |
| Classic Head | 1808–1814   |           |           | 10,89           | ~ 29            | płaska                                                                   | miedź           |
|              |             |           |           |                 |                 |                                                                          |                 |
| Coronet Head | 1816–1857   |           |           | 10,89           | 28–29           | płaska                                                                   | miedź           |

### Miedzioniklowe
Lista wszystkich miedzioniklowych monet o nominale 1 centa:
| Typy         | Lata emisji | Wizerunek | Wizerunek | Charakterystyka | Charakterystyka | Charakterystyka | Charakterystyka       |
| Typy         | Lata emisji | awers     | rewers    | waga (g)        | średnica (mm)   | krawędź         | stop                  |
| ------------ | ----------- | --------- | --------- | --------------- | --------------- | --------------- | --------------------- |
| Flying Eagle | 1856–1858   |           |           | 4,67            | 19              | płaska          | 88% miedź, 12% nikiel |
|              |             |           |           |                 |                 |                 |                       |
| Indian Head  | 1859        |           |           | 4,67            | 19              | płaska          | 88% miedź, 12% nikiel |
| Indian Head  | 1860–1864   |           |           | 4,67            | 19              | płaska          | 88% miedź, 12% nikiel |

### Brązowe
Lista wszystkich monet o nominale 1 centa wybitych w brązie:
| Typy        | Lata emisji         | Wizerunek | Wizerunek | Charakterystyka | Charakterystyka | Charakterystyka | Charakterystyka                                          |
| Typy        | Lata emisji         | awers     | rewers    | waga (g)        | średnica (mm)   | krawędź         | stop                                                     |
| ----------- | ------------------- | --------- | --------- | --------------- | --------------- | --------------- | -------------------------------------------------------- |
| Indian Head | 1864–1909           |           |           | 3,11            | 19              | płaska          | 95% miedź, 5% cyna i cynk                                |
|             |                     |           |           |                 |                 |                 |                                                          |
| Lincoln     | 1909-1942 1944-1982 |           |           | 3,11            | 19              | płaska          | 95% miedź, 5% cyna i cynk 95% miedź, 5% cynk (1944–1946) |

### Stal pokryta cynkiem
Lista wszystkich monet o nominale 1 centa wybitych w stali pokrytej cynkiem:
| Typy    | Lata emisji | Wizerunek | Wizerunek | Charakterystyka | Charakterystyka | Charakterystyka | Charakterystyka      |
| Typy    | Lata emisji | awers     | rewers    | waga (g)        | średnica (mm)   | krawędź         | stop                 |
| ------- | ----------- | --------- | --------- | --------------- | --------------- | --------------- | -------------------- |
| Lincoln | 1943        |           |           | 2,7             | 19              | płaska          | stal pokryta cynkiem |

### Cynk pokryty miedzią
Lista wszystkich monet o nominale 1 centa wybitych w cynku pokrytym miedzią:
| Typy    | Lata emisji | Wizerunek                                        | Wizerunek | Charakterystyka | Charakterystyka | Charakterystyka | Charakterystyka      |
| Typy    | Lata emisji | awers                                            | rewers    | waga (g)        | średnica (mm)   | krawędź         | stop                 |
| ------- | ----------- | ------------------------------------------------ | --------- | --------------- | --------------- | --------------- | -------------------- |
| Lincoln | 1982–2008   |                                                  |           | 2,5             | 19              | płaska          | cynk pokryty miedzią |
| Lincoln | 2009        | cztery najważniejsze wydarzenia z życia Lincolna |           | 2,5             | 19              | płaska          | cynk pokryty miedzią |
| Lincoln | od 2010     |                                                  |           | 2,5             | 19              | płaska          | cynk pokryty miedzią |

## 2 centy
Wprowadzenie dwucentówek na mocy Coinage Act of 1864 miało na celu przeciwdziałanie niedoborowi gotówki w obiegu, który pojawił się wskutek tezauryzacji pieniądza podczas wojny secesyjnej.
Lista wszystkich monet o nominale 2 centów:
| Typy             | Lata emisji | Wizerunek | Wizerunek | Charakterystyka | Charakterystyka | Charakterystyka | Charakterystyka           |
| Typy             | Lata emisji | awers     | rewers    | waga (g)        | średnica (mm)   | krawędź         | stop                      |
| ---------------- | ----------- | --------- | --------- | --------------- | --------------- | --------------- | ------------------------- |
| Shield Two Cents | 1864–1873   |           |           | 6,22            | 23              | gładka          | 95% miedź, 5% cyna i cynk |

## 3 centy

### Srebrne
Kalifornijska gorączka złota doprowadziła do pojawienia się na rynku dużych ilości złota. Doprowadziło to do obniżenia wartości tego kruszcu w stosunku do srebra, które okazało się znaczniej bardziej wartościowe jako kruszec niż jako monety. W związku z tym wiele monet było ściąganych z obiegu i przetapianych. Politycy nie chcieli wprowadzać na rynek pieniądza fiducjarnego. Dlatego postanowiono wprowadzić do obiegu monetę, która zawierałaby wystarczającą ilość srebra, aby uznać ją za kruszcową, natomiast domieszka miedzi miała zniechęcić do przetopu. W ten sposób Kongres wprowadził w 1851 roku srebrną trzycentówkę.
Lista wszystkich monet o nominale 3 centów wybitych w srebrze:
| Typy                     | Lata emisji | Wizerunek | Wizerunek | Charakterystyka  | Charakterystyka | Charakterystyka | Charakterystyka                   |
| Typy                     | Lata emisji | awers     | rewers    | waga (g)         | średnica (mm)   | krawędź         | stop                              |
| ------------------------ | ----------- | --------- | --------- | ---------------- | --------------- | --------------- | --------------------------------- |
| Silver Three Cents/Trime | 1851–1853   |           |           | 0,8 (1851–1853)  | 14              | gładka          | 75% srebro, 25% miedź (1851–1853) |
| Silver Three Cents/Trime | 1854–1858   |           |           | 0,75 (1853–1873) | 14              | gładka          | 90% srebro, 10% miedź (1853–1873) |
| Silver Three Cents/Trime | 1859–1873   |           |           | 0,75 (1853–1873) | 14              | gładka          | 90% srebro, 10% miedź (1853–1873) |

### Miedzioniklowe
W związku z gromadzeniem monet z metali szlachetnych przez ludność w okresie wojny secesyjnej i koniecznością wymiany bonów zdawkowych (ang. fractional currency), wprowadzono miedzioniklowe trzycentówki. Początkowo były one bite równocześnie ze srebrnymi monetami o tym nominale. Jednakże z czasem monety srebrne zaczęły ponownie pojawiać się w obiegu, liczba wymienianych bonów zdawkowych malała, a w 1883 roku stawka podstawowej opłaty pocztowej została obniżona do 2 centów. Czynniki te, wraz z dużymi zapasami monet jedno- i pięciocentowych doprowadziły do zakończenia bicia monet o tym nominale. Miedzioniklowe trzycentówki popularnie zwane są niklowymi jedynie ze względu na swój kolor.
Lista wszystkich monet o nominale 3 centów wybitych w miedzioniklu:
| Typy               | Lata emisji | Wizerunek | Wizerunek | Charakterystyka | Charakterystyka | Charakterystyka | Charakterystyka       |
| Typy               | Lata emisji | awers     | rewers    | waga (g)        | średnica (mm)   | krawędź         | stop                  |
| ------------------ | ----------- | --------- | --------- | --------------- | --------------- | --------------- | --------------------- |
| Nickel Three Cents | 1865–1889   |           |           | 1,94            | 17,9            | gładka          | 75% miedź, 25% nikiel |

## 5 centów
Pomimo że monety 5-centowe zostały ustanowione na mocy Coinage Act of 1792, to ich bicie i emisję rozpoczęto w 1795 roku (niektóre z monet wówczas wybitych miały wsteczną datę 1794). Do 1837 roku monety o tym nominale ważyły 20,8 granów (1,347 g) i były wybijane na krążkach ze srebra próby 892. W 1837 roku zmieniono wagę monet na 20⅝ grana (1,336 g), a próbę srebra zwiększono do 900. W 1853 roku wagę monety zmniejszono do 19,2 granów (1,24 g). W trakcie wojny secesyjnej monety srebrne i złote były gromadzone przez Amerykanów w ramach zabezpieczenia. Władze federalne zmuszone były do uzupełnienia braków monety na rynku poprzez emisję miedzioniklowych (zwanych niklowymi ze względu na kolor) monet zastępczych. Skłoniło to dyrektora U.S. Mint Jamesa Pollocka do zmiany metalu, z którego wybijano monety. Pięciocentówka Shield była pierwszą wybitą w miedzioniklu.
Monety pięciocentowe z 1883 roku, które nie miały nominału na rewersie, tzw. racketeer nickels (pięciocentówki oszustów), miały być pokrywane złotem. Ze względu na podobny projekt awersu i rozmiar miano je rzekomo wypuszczać do obiegu jako pięciodolarówki. Historia ta nie została jednak potwierdzona .
W trakcie wojny nikiel był szeroko wykorzystywany w przemyśle zbrojeniowym. W 1942 roku Kongres zakazał używania tego metalu w mennictwie. W zamian za to postanowiono użyć stopu srebra, miedzi i manganu. Uważano, że zaraz po wojnie zostaną wycofane z obiegu. Moneta ta jednak cieszyła się dużą popularnością, a w latach 60. XX wieku zaczęły znikać z obiegu ze względu na rosnące ceny srebra.

### Srebrne
Lista wszystkich srebrnych monet o nominale 5 centów:
| Typy           | Lata emisji         | Wizerunek | Wizerunek | Charakterystyka | Charakterystyka | Charakterystyka | Charakterystyka                                                      |
| Typy           | Lata emisji         | awers     | rewers    | waga (g)        | średnica (mm)   | krawędź         | stop                                                                 |
| -------------- | ------------------- | --------- | --------- | --------------- | --------------- | --------------- | -------------------------------------------------------------------- |
| Flowing Hair   | 1794–1795           |           |           | 1,35            | ~ 16,5          | ząbkowana       | 89,24% srebro, 10,76% miedź                                          |
|                |                     |           |           |                 |                 |                 |                                                                      |
| Draped Bust    | 1796–1797           |           |           | 1,35            | ~ 16,5          | ząbkowana       | 89,24% srebro, 10,76% miedź                                          |
| Draped Bust    | 1800–1805           |           |           | 1,35            | ~ 16,5          | ząbkowana       | 89,24% srebro, 10,76% miedź                                          |
|                |                     |           |           |                 |                 |                 |                                                                      |
| Capped Bust    | 1829–1837           |           |           | 1,35            | ~ 15,5          | ząbkowana       | 89,24% srebro, 10,76% miedź (do 1837) 90% srebro, 10% miedź (w 1837) |
|                |                     |           |           |                 |                 |                 |                                                                      |
| Seated Liberty | 1837–1838           |           |           | 1,34            | 15,5            | ząbkowana       | 90% srebro, 10% miedź                                                |
| Seated Liberty | 1838–1853 1856–1859 |           |           | 1,34            | 15,5            | ząbkowana       | 90% srebro, 10% miedź                                                |
| Seated Liberty | 1853–1855           |           |           | 1,24            | 15,5            | ząbkowana       | 90% srebro, 10% miedź                                                |
| Seated Liberty | 1860–1873           |           |           | 1,24            | 15,5            | ząbkowana       | 90% srebro, 10% miedź                                                |

### Miedzioniklowe
Lista wszystkich miedzioniklowych monet o nominale 5 centów:
| Typy         | Lata emisji         | Wizerunek                                                              | Wizerunek                                                              | Charakterystyka | Charakterystyka | Charakterystyka | Charakterystyka       |
| Typy         | Lata emisji         | awers                                                                  | rewers                                                                 | waga (g)        | średnica (mm)   | krawędź         | stop                  |
| ------------ | ------------------- | ---------------------------------------------------------------------- | ---------------------------------------------------------------------- | --------------- | --------------- | --------------- | --------------------- |
| Shield       | 1866–1867           |                                                                        |                                                                        | 5               | 20,5            | płaska          | 75% miedź, 25% nikiel |
| Shield       | 1867–1883           |                                                                        |                                                                        | 5               | 20,5            | płaska          | 75% miedź, 25% nikiel |
|              |                     |                                                                        |                                                                        |                 |                 |                 |                       |
| Liberty Head | 1883                |                                                                        |                                                                        | 5               | 21,2            | płaska          | 75% miedź, 25% nikiel |
| Liberty Head | 1883–1913           |                                                                        |                                                                        | 5               | 21,2            | płaska          | 75% miedź, 25% nikiel |
|              |                     |                                                                        |                                                                        |                 |                 |                 |                       |
| Buffalo      | 1913                |                                                                        |                                                                        | 5               | 21,2            | płaska          | 75% miedź, 25% nikiel |
| Buffalo      | 1913–1938           |                                                                        |                                                                        | 5               | 21,2            | płaska          | 75% miedź, 25% nikiel |
|              |                     |                                                                        |                                                                        |                 |                 |                 |                       |
| Jefferson    | 1938–1942 1946–2003 |                                                                        |                                                                        | 5               | 21,2            | płaska          | 75% miedź, 25% nikiel |
| Jefferson    | 2004–2005           | Awers niezmieniony, 4 różne rewersy związane z wyprawą Lewisa i Clarka | Awers niezmieniony, 4 różne rewersy związane z wyprawą Lewisa i Clarka | 5               | 21,2            | płaska          | 75% miedź, 25% nikiel |
| Jefferson    | od 2006             | Zmieniony awers monety, pozostawiony rewers Monticello                 | Zmieniony awers monety, pozostawiony rewers Monticello                 | 5               | 21,2            | płaska          | 75% miedź, 25% nikiel |

### Stop srebra, miedzi i manganu
Moneta o nominale 5 centów wybitych w stopie srebra, miedzi i manganu:
| Typy      | Lata emisji | Wizerunek | Wizerunek | Charakterystyka | Charakterystyka | Charakterystyka | Charakterystyka                  |
| Typy      | Lata emisji | awers     | rewers    | waga (g)        | średnica (mm)   | krawędź         | stop                             |
| --------- | ----------- | --------- | --------- | --------------- | --------------- | --------------- | -------------------------------- |
| Jefferson | 1942–1945   |           |           | 5               | 21,2            | płaska          | 56% miedź, 35% srebro, 9% mangan |

## 10 centów
Moneta dziesięciocentowa stanowiła istotną część systemu monetarnego Stanów Zjednoczonych. Spośród wszystkich nominałów wprowadzonych na mocy Coinage Act of 1792, nominał ten został najpóźniej wyemitowany, ponieważ dopiero w 1796 roku. Monety dziesięciocentowe były wybijane w srebrze aż do 1965 roku. Wtedy też rozpoczęto emisję monet miedzioniklowych ze względu na wycofanie srebra z mennictwa obiegowego przez Kongres w 1964 roku .

### Srebrne
Lista wszystkich monet o nominale 10 centów wybitych w srebrze:
| Typy           | Lata emisji         | Wizerunek | Wizerunek | Charakterystyka | Charakterystyka                   | Charakterystyka | Charakterystyka            |
| Typy           | Lata emisji         | awers     | rewers    | waga (g)        | średnica (mm)                     | krawędź         | stop                       |
| -------------- | ------------------- | --------- | --------- | --------------- | --------------------------------- | --------------- | -------------------------- |
| Draped Bust    | 1796–1797           |           |           | 2,7             | ~ 19                              | ząbkowana       | 89,24% srebro, 10,76 miedź |
| Draped Bust    | 1798–1807           |           |           | 2,7             | ~ 19                              | ząbkowana       | 89,24% srebro, 10,76 miedź |
|                |                     |           |           |                 |                                   |                 |                            |
| Capped Bust    | 1809–1837           |           |           | 2,7             | 18,8 (1809–1827) 18,5 (1828–1837) | ząbkowana       | 89,24% srebro, 10,76 miedź |
|                |                     |           |           |                 |                                   |                 |                            |
| Seated Liberty | 1837–1838           |           |           | 2,67            | 17,9                              | ząbkowana       | 90% srebro, 10% miedź      |
| Seated Liberty | 1838–1853           |           |           | 2,67            | 17,9                              | ząbkowana       | 90% srebro, 10% miedź      |
| Seated Liberty | 1853–1855           |           |           | 2,49            | 17,9                              | ząbkowana       | 90% srebro, 10% miedź      |
| Seated Liberty | 1860–1873 1875–1891 |           |           | 2,49            | 17,9                              | ząbkowana       | 90% srebro, 10% miedź      |
| Seated Liberty | 1873–1874           |           | 2,5       |                 | 17,9                              | ząbkowana       | 90% srebro, 10% miedź      |
|                |                     |           |           |                 |                                   |                 |                            |
| Barber         | 1892–1916           |           |           | 2,5             | 17,9                              | ząbkowana       | 90% srebro, 10% miedź      |
|                |                     |           |           |                 |                                   |                 |                            |
| Mercury        | 1916–1945           |           |           | 2,5             | 17,9                              | ząbkowana       | 90% srebro, 10% miedź      |
|                |                     |           |           |                 |                                   |                 |                            |
| Roosevelt      | 1946–1965           |           |           | 2,5             | 17,9                              | ząbkowana       | 90% srebro, 10% miedź      |

### Miedzioniklowe
Lista wszystkich monet o nominale 10 centów wybitych w miedzioniklu:
| Typy      | Lata emisji | Wizerunek | Wizerunek | Charakterystyka | Charakterystyka | Charakterystyka | Charakterystyka             |
| Typy      | Lata emisji | awers     | rewers    | waga (g)        | średnica (mm)   | krawędź         | stop                        |
| --------- | ----------- | --------- | --------- | --------------- | --------------- | --------------- | --------------------------- |
| Roosevelt | od 1965     |           |           | 2,27            | 17,9            | ząbkowana       | miedź pokryta miedzioniklem |

## 20 centów
Celem ochrony interesów właścicieli kopalni srebra, którzy skarżyli się na spadek popytu na wydobywany przez siebie kruszec w następstwie zakończenia emisji srebrnych trzycentówek, pięciocentówek oraz dolarów, podjęto decyzję o rozpoczęciu bicia monet dwudziestocentowych w srebrze. Była to decyzja o charakterze politycznym, która miała być odpowiedzią na niedobór drobnej monety, występujący wówczas głównie na zachodzie Stanów Zjednoczonych. Monety tego nominału nie cieszyły się popularnością wśród ludności ze względu na fakt, że łatwo było pomylić je z ćwierćdolarówkami, jako że miały podobną wielkość i stylistykę.
Lista wszystkich monet o nominale 20 centów:
| Typy           | Lata emisji | Wizerunek | Wizerunek | Charakterystyka | Charakterystyka | Charakterystyka | Charakterystyka      |
| Typy           | Lata emisji | awers     | rewers    | waga (g)        | średnica (mm)   | krawędź         | stop                 |
| -------------- | ----------- | --------- | --------- | --------------- | --------------- | --------------- | -------------------- |
| Liberty Seated | 1875–1878   |           |           | 5               | 22              | gładka          | 90% srebro, 10 miedź |

## 25 centów
Mimo ustanowienia monet o nominale 25 centów (quarter dollar) w 1792 roku, pierwsza ćwierćdolarówka zostało wyemitowana w 1796 roku. W 1804 roku na rewersie wprowadzono nominał zapisany jako „25c”. Do 1837 roku jedna moneta o tym nominale miała wagę równą 104 granów (6,73 g). Od 1837 roku waga monety została zredukowana do 103⅛ grana (6,68 g). W 1873 roku zwiększono masę monety.
W 1964 roku Kongres wycofał srebro z obiegowego mennictwa w Stanach Zjednoczonych. Od tej pory ćwierćdolarówki wybijane są w miedzioniklu .

### Srebrne
Lista wszystkich srebrnych monet o nominale 25 centów:
| Typy             | Lata emisji         | Wizerunek | Wizerunek | Charakterystyka | Charakterystyka | Charakterystyka | Charakterystyka            |
| Typy             | Lata emisji         | awers     | rewers    | waga (g)        | średnica (mm)   | krawędź         | stop                       |
| ---------------- | ------------------- | --------- | --------- | --------------- | --------------- | --------------- | -------------------------- |
| Draped Bust      | 1796                |           |           | 6,74            | ~ 27,5          | ząbkowana       | 89,24% srebro, 10,76 miedź |
| Draped Bust      | 1804–1807           |           |           | 6,74            | ~ 27,5          | ząbkowana       | 89,24% srebro, 10,76 miedź |
|                  |                     |           |           |                 |                 |                 |                            |
| Capped Bust      | 1815–1838           |           |           | 6,74            | ~ 27            | ząbkowana       | 89,24% srebro, 10,76 miedź |
|                  |                     |           |           |                 |                 |                 |                            |
| Seated Liberty   | 1838–1853 1856–1865 |           |           | 6,68            | 24,3            | ząbkowana       | 90% srebro, 10 miedź       |
| Seated Liberty   | 1853                |           |           | 6,22            | 24,3            | ząbkowana       | 90% srebro, 10 miedź       |
| Seated Liberty   | 1854–1855           |           |           | 6,22            | 24,3            | ząbkowana       | 90% srebro, 10 miedź       |
| Seated Liberty   | 1866–1873 1875–1891 |           |           | 6,22            | 24,3            | ząbkowana       | 90% srebro, 10 miedź       |
| Seated Liberty   | 1873–1874           |           | 6,25      |                 | 24,3            | ząbkowana       | 90% srebro, 10 miedź       |
|                  |                     |           |           |                 |                 |                 |                            |
| Barber           | 1892–1916           |           |           | 6,25            | 24,3            | ząbkowana       | 90% srebro, 10 miedź       |
|                  |                     |           |           |                 |                 |                 |                            |
| Standing Liberty | 1916–1917           |           |           | 6,25            | 24,3            | ząbkowana       | 90% srebro, 10 miedź       |
| Standing Liberty | 1917–1930           |           |           | 6,25            | 24,3            | ząbkowana       | 90% srebro, 10 miedź       |
|                  |                     |           |           |                 |                 |                 |                            |
| Washington       | 1932–1964           |           |           | 6,25            | 24,3            | ząbkowana       | 90% srebro, 10 miedź       |

### Miedź pokryta miedzioniklem
Lista wszystkich miedzioniklowych monet o nominale 25 centów:
| Typy                                                        | Lata emisji         | Wizerunek | Wizerunek                                                                       | Charakterystyka | Charakterystyka | Charakterystyka | Charakterystyka             |
| Typy                                                        | Lata emisji         | awers     | rewers                                                                          | waga (g)        | średnica (mm)   | krawędź         | stop                        |
| ----------------------------------------------------------- | ------------------- | --------- | ------------------------------------------------------------------------------- | --------------- | --------------- | --------------- | --------------------------- |
| Washington                                                  | 1965–1974 1977–1998 |           |                                                                                 | 5,67            | 24,3            | ząbkowana       | miedź pokryta miedzioniklem |
|                                                             |                     |           |                                                                                 |                 |                 |                 |                             |
| Bicentennial quarter                                        | 1976                |           |                                                                                 | 5,67            | 24,3            | ząbkowana       | miedź pokryta miedzioniklem |
|                                                             |                     |           |                                                                                 |                 |                 |                 |                             |
| 50 State Quarters                                           | 1999–2008           |           | odniesienia do poszczególnych stanów                                            | 5,67            | 24,3            | ząbkowana       | miedź pokryta miedzioniklem |
|                                                             |                     |           |                                                                                 |                 |                 |                 |                             |
| District of Columbia and United States Territories Quarters | 2009                |           | 6 różnych rewersów                                                              | 5,67            | 24,3            | ząbkowana       | miedź pokryta miedzioniklem |
|                                                             |                     |           |                                                                                 |                 |                 |                 |                             |
| America the Beautiful Quarters                              | od 2010             |           | amerykańskie parki narodowe i miejsca związane z historią i dziedzictwem narodu | 5,67            | 24,3            | ząbkowana       | miedź pokryta miedzioniklem |

## 50 centów
Monety o nominale 50 centów ustanowiono na mocy Coinage Act of 1792. Pierwszą pięćdziesięciocentówkę wyemitowano w 1794 roku. Do 1837 roku monety te miały wagę 208 granów (13,47 g), a srebro próbę 892. W 1837 roku wagę zredukowano do 206¼ grana, a próbę srebra podniesiono do 900, którą utrzymano aż do 1965 roku. W 1853 roku ze względu na to, iż monety o nominale 50 centów były warte mniej niż kruszec, z którego je wybijano, to postanowiono zredukować wagę monet do 192 granów (12,44 g). W 1873 roku, na mocy Coinage Act of 1873, wstrzymano bicie monet jednodolarowych jako monety obiegowej na terenie Stanów Zjednoczonych, a także zniesiono bimetalizm. 50 centów stało się najwyższym nominałem, a masę zwiększono do 192,9 granów (12,49 g) . W 1964 roku Kongres wycofał srebro z mennictwa obiegowego . Jednak w przypadku monet o nominale 50 centów z wizerunkiem prezydenta Johna F. Kennedy’ego osiągnięto porozumienie i do 1970 roku wybijano monety o miedzianym wnętrzu otoczonym srebrem.

### Srebrne
Lista wszystkich srebrnych monet o nominale 50 centów:
| Typy            | Lata emisji         | Wizerunek               | Wizerunek                                                                             | Charakterystyka | Charakterystyka | Charakterystyka | Charakterystyka             |
| Typy            | Lata emisji         | awers                   | rewers                                                                                | waga (g)        | średnica (mm)   | krawędź | stop                        |
| --------------- | ------------------- | ----------------------- | ------------------------------------------------------------------------------------- | --------------- | --------------- | --- | --------------------------- |
| Flowing Hair    | 1794–1795           |                         |                                                                                       | 13,47           | 32,5            | z napisem „FIFTY CENTS OR A HALF DOLLAR” | 89,24% srebro, 10,76% miedź |
|                 |                     |                         |                                                                                       |                 |                 | |                             |
| Draped Bust     | 1796–1797           |                         |                                                                                       | 13,47           | 32,5            | z napisem „FIFTY CENTS OR A HALF DOLLAR” | 89,24% srebro, 10,76% miedź |
| Draped Bust     | 1801–1807           |                         |                                                                                       | 13,47           | 32,5            | z napisem „FIFTY CENTS OR A HALF DOLLAR” | 89,24% srebro, 10,76% miedź |
|                 |                     |                         |                                                                                       |                 |                 | |                             |
| Capped Bust     | 1807–1836           |                         |                                                                                       | 13,47           | 32,5            | z napisem „FIFTY CENTS OR A HALF DOLLAR” (1807–1814) dodano ★ pomiędzy DOLLAR i FIFTY (1814–1831) pionowe linie pomiędzy słowami (1832–1836) | 89,24% srebro, 10,76% miedź |
| Capped Bust     | 1836–1837           | nominał „50 CENTS”      | 13,36                                                                                 | 30              | ząbkowana       | 90% srebro, 10% miedź |                             |
| Capped Bust     | 1838–1839           | nominał „HALF DOL.”     | 13,36                                                                                 | 30              | ząbkowana       | 90% srebro, 10% miedź |                             |
|                 |                     |                         |                                                                                       |                 |                 | |                             |
| Seated Liberty  | 1839–1853           |                         |                                                                                       | 13,36           | 30,6            | ząbkowana | 90% srebro, 10% miedź       |
| Seated Liberty  | 1853                | Strzałki przy dacie     | Promienie wokół orła                                                                  | 12,44           | 30,6            | ząbkowana | 90% srebro, 10% miedź       |
| Seated Liberty  | 1854–1855           | Bez strzałek przy dacie | Bez promieni wokół orła                                                               | 12,44           | 30,6            | ząbkowana | 90% srebro, 10% miedź       |
| Seated Liberty  | 1856–1866           |                         |                                                                                       | 12,44           | 30,6            | ząbkowana | 90% srebro, 10% miedź       |
| Seated Liberty  | 1866–1874 1875–1891 |                         |                                                                                       | 12,44           | 30,6            | ząbkowana | 90% srebro, 10% miedź       |
| Seated Liberty  | 1873–1874           |                         |                                                                                       | 12,49           | 30,6            | ząbkowana | 90% srebro, 10% miedź       |
|                 |                     |                         |                                                                                       |                 |                 | |                             |
| Barber          | 1892–1915           |                         |                                                                                       | 12,49           | 30,6            | ząbkowana | 90% srebro, 10% miedź       |
|                 |                     |                         |                                                                                       |                 |                 | |                             |
| Walking Liberty | 1916–1947           |                         |                                                                                       | 12,49           | 30,6            | ząbkowana | 90% srebro, 10% miedź       |
|                 |                     |                         |                                                                                       |                 |                 | |                             |
| Franklin        | 1948–1963           |                         |                                                                                       | 12,49           | 30,6            | ząbkowana | 90% srebro, 10% miedź       |
|                 |                     |                         |                                                                                       |                 |                 | |                             |
| Kennedy         | 1964                |                         |                                                                                       | 12,49           | 30,6            | ząbkowana | 90% srebro, 10% miedź       |
| Kennedy         | 1965–1970           | 11,50                   | 80% srebro, 20% miedź (zewnętrzna powłoka) 20,9% srebro, 79,1% miedź (wnętrze monety) |                 | 30,6            | ząbkowana |                             |

### Miedzioniklowe
Lista wszystkich miedzioniklowych monet o nominale 50 centów:
| Typy    | Lata emisji | Wizerunek | Wizerunek | Charakterystyka | Charakterystyka | Charakterystyka | Charakterystyka             |
| Typy    | Lata emisji | awers     | rewers    | waga (g)        | średnica (mm)   | krawędź         | stop                        |
| ------- | ----------- | --------- | --------- | --------------- | --------------- | --------------- | --------------------------- |
| Kennedy | od 1971     |           |           | 11,34           | 30,6            | ząbkowana       | miedź pokryta miedzioniklem |
| Kennedy | 1975–1976   |           |           | 11,34           | 30,6            | ząbkowana       | miedź pokryta miedzioniklem |

## 1 dolar

### Złote dolary
Bicie złotych dolarów ustanowiono na mocy Coinage Act of 1792. Od 1935 roku do 31 grudnia 1974 roku posiadanie złota przez obywateli amerykańskich było zabronione.
Lista wszystkich złotych dolarów:
| Typy                       | Lata emisji | Wizerunek | Charakterystyka | Charakterystyka | Charakterystyka | Charakterystyka      |
| Typy                       | Lata emisji | Wizerunek | waga (g)        | średnica (mm)   | krawędź         | stop                 |
| -------------------------- | ----------- | --------- | --------------- | --------------- | --------------- | -------------------- |
| Dolar Liberty Head         | 1849–1854   |           | 1,672           | 13              | ząbkowana       | 90% złoto, 10% miedź |
|                            |             |           |                 |                 |                 |                      |
| Dolar Indian Princess Head | 1854–1856   |           | 1,672           | 15              | ząbkowana       | 90% złoto, 10% miedź |
| Dolar Indian Princess Head | 1856–1889   |           | 1,672           | 15              | ząbkowana       | 90% złoto, 10% miedź |

### Srebrne dolary
Bicie srebrnych dolarów ustanowiono na mocy Coinage Act of 1792. W 1964 roku Kongres zadecydował o tym, że wypłata srebrnych dolarów zostaje wstrzymana. Rok później uchwalony Coinage Act of 1965 zawierał zapis o tym, iż obiegowe monety nie będą już wybijane w srebrze. W 1970 roku Kongres uchwalił prawo, które nakazywało wybicie 150 mln posrebrzanych monet, ale już wyłącznie dla kolekcjonerów.
Lista wszystkich srebrnych dolarów:
| Typy                 | Lata emisji         | Wizerunek | Wizerunek | Charakterystyka                 | Charakterystyka | Charakterystyka                              | Charakterystyka                                                                        |
| Typy                 | Lata emisji         | awers     | rewers    | waga (g)                        | średnica (mm)   | krawędź                                      | stop                                                                                   |
| -------------------- | ------------------- | --------- | --------- | ------------------------------- | --------------- | -------------------------------------------- | -------------------------------------------------------------------------------------- |
| Dolar Flowing Hair   | 1794–1795           |           |           | 26,96                           | 39–40           | z napisem „HUNDRED CENTS ONE DOLLAR OR UNIT” | 89,2% srebro, 10,8% miedź (zgodnie z prawem) 90% srebro, 10 miedź (wg decyzji A. Coxa) |
|                      |                     |           |           |                                 |                 |                                              |                                                                                        |
| Dolar Draped Bust    | 1795–1803           |           |           | 26,96                           | 39–40           | z napisem „HUNDRED CENTS ONE DOLLAR OR UNIT” | 89,2% srebro, 10,8% miedź                                                              |
| Dolar Draped Bust    | 1795–1803           |           |           | 26,96                           | 39–40           | z napisem „HUNDRED CENTS ONE DOLLAR OR UNIT” | 89,2% srebro, 10,8% miedź                                                              |
|                      |                     |           |           |                                 |                 |                                              |                                                                                        |
| Dolar Gobrechta      | 1836–1839           |           |           | 26,95 (do 1837) 26,72 (po 1837) | 39–40           | gładka i ząbkowana                           | 89,24% srebro, 10,76% miedź (do 1837) 90% srebro, 10% miedź (po 1837)                  |
| Dolar Gobrechta      | 1836–1839           |           |           | 26,95 (do 1837) 26,72 (po 1837) | 39–40           | gładka i ząbkowana                           | 89,24% srebro, 10,76% miedź (do 1837) 90% srebro, 10% miedź (po 1837)                  |
|                      |                     |           |           |                                 |                 |                                              |                                                                                        |
| Dolar Seated Liberty | 1840–1866           |           |           | 26,73                           | 38,1            | ząbkowana                                    | 90% srebro, 10% miedź                                                                  |
| Dolar Seated Liberty | 1866–1873           |           |           | 26,73                           | 38,1            | ząbkowana                                    | 90% srebro, 10% miedź                                                                  |
|                      |                     |           |           |                                 |                 |                                              |                                                                                        |
| Trade Dollar         | 1873–1885           |           |           | 27,22                           | 38,1            | ząbkowana                                    | 90% srebro, 10% miedź                                                                  |
|                      |                     |           |           |                                 |                 |                                              |                                                                                        |
| Dolar Morgana        | 1878–1904, 1921     |           |           | 26,73                           | 38,1            | ząbkowana                                    | 90% srebro, 10% miedź                                                                  |
|                      |                     |           |           |                                 |                 |                                              |                                                                                        |
| Dolar Pokoju         | 1921–1928 1934–1935 |           |           | 26,73                           | 38,1            | ząbkowana                                    | 90% srebro, 10% miedź                                                                  |

### Dolary miedzioniklowe
Od 1965 roku w Stanach Zjednoczonych nie wybijało się już srebrnych obiegowych monet jednodolarowych. W 1970 roku uchwalono ustawę, która ustanowiła monetę jednodolarową, która miałaby jednocześnie upamiętnić wojskowego i prezydenta Stanów Zjednoczonych Dwighta Eisenhowera oraz misję Apollo 11. W 1975 roku rozpoczęto emisję dolarów Eisenhowera z okazji 200. rocznicy niepodległości Stanów Zjednoczonych.
W 1978 roku Kongres uchwalił ustawę, która nakazywałaby emisje monety jednodolarowej różniącej się od wszystkich poprzednich emisji. Decyzja ta poparta była raportem Departamentu Skarbu, który informował, że Amerykanie niechętnie używają monety jednodolarowej ze względu na zbyt duży rozmiar i wagę. Ponadto nowa moneta miała wyprzeć z obiegu banknot o tym samym nominale.
Lista wszystkich miedzioniklowych dolarów:
| Typy                   | Lata emisji         | Wizerunek | Wizerunek | Charakterystyka | Charakterystyka | Charakterystyka | Charakterystyka             |
| Typy                   | Lata emisji         | awers     | rewers    | waga (g)        | średnica (mm)   | krawędź         | stop                        |
| ---------------------- | ------------------- | --------- | --------- | --------------- | --------------- | --------------- | --------------------------- |
| Dolar Eisenhowera      | 1971–1974 1977–1978 |           |           | 22,68           | 38,1            | ząbkowana       | miedź pokryta miedzioniklem |
| Dolar Eisenhowera      | 1975–1976           |           |           | 22,68           | 38,1            | ząbkowana       | miedź pokryta miedzioniklem |
|                        |                     |           |           |                 |                 |                 |                             |
| Dolar Susan B. Anthony | 1979–1999           |           |           | 8,1             | 26,5            | ząbkowana       | miedź pokryta miedzioniklem |

### Tzw.golden dollars
Wprowadzenie do obiegu dolara Susan B. Anthony okazało się niepowodzeniem. Władze federalne chciały zastąpić w obiegu banknoty jednodolarowe monetami o tym samym nominale. Jednak podobieństwo monet do ćwierćdolarówek sprawiło, że Amerykanie woleli dalej używać banknotów. W 1997 roku uchwalono prawo nakazujące wybór dla monety jednodolarowej charakterystycznego i wyróżniającego wizerunku. W tym celu na awersie monety postanowiono upamiętnić Indiankę z plemienia Szoszonów, która miała pomagać Meriwetherowi Lewisowi i Williamowi Clarkowi podczas ich wyprawy w latach 1804–1806. Od 2009 roku co rok zmieniany jest wizerunek awersu, aby upamiętnić ważne dla amerykańskich Indian wydarzenia lub podkreślić ich wkład w rozwój Stanów Zjednoczonych.
W 2005 roku prezydent George W. Bush podpisał Presidential $1 Coin Act of 2005, który miał na celu wprowadzenie do obiegu monet jednodolarowych upamiętniających prezydentów Stanów Zjednoczonych. Założono, że co roku emitowana będzie jedna moneta.
| Typy                | Lata emisji | Wizerunek                        | Wizerunek                                                                   | Charakterystyka | Charakterystyka | Charakterystyka                                 | Charakterystyka             |
| Typy                | Lata emisji | awers                            | rewers                                                                      | waga (g)        | średnica (mm)   | krawędź                                         | stop                        |
| ------------------- | ----------- | -------------------------------- | --------------------------------------------------------------------------- | --------------- | --------------- | ----------------------------------------------- | --------------------------- |
| Dolar Sacagawea     | 2000–2008   | Sacagawea z dzieckiem na plecach |                                                                             | 8,1             | 26,5            | gładka                                          | miedź platerowana mosiądzem |
| Dolar Sacagawea     | od 2009     | Sacagawea z dzieckiem na plecach | różne rewersy honorujące Indian i ich wkład w historię Stanów Zjednoczonych | 8,1             | 26,5            | gładka                                          | miedź platerowana mosiądzem |
|                     |             |                                  |                                                                             |                 |                 |                                                 |                             |
| Dolary prezydenckie | 2007–2020   | twarze prezydentów               |                                                                             | 8,1             | 26,5            | z napisami„E PLURIBUS UNUM” i „IN GOD WE TRUST” | miedź platerowana mosiądzem |

## 2½ dolara
Monety o nominale 2½ dolara amerykańskiego (tzw. Quarter Eagle) zostały ustanowione na mocy Coinage Act of 1792. Początkowo były bite ze złota próby 916, od 1834 roku próbę zmieniono na 899, a od 1837 próbę tą zwiększono do 900.
Lista wszystkich monet Quarter Eagle:
| Typy                       | Lata emisji | Wizerunek | Wizerunek | Charakterystyka | Charakterystyka                           | Charakterystyka | Charakterystyka           |
| Typy                       | Lata emisji | awers     | rewers    | waga (g)        | średnica (mm)                             | krawędź         | stop                      |
| -------------------------- | ----------- | --------- | --------- | --------------- | ----------------------------------------- | --------------- | ------------------------- |
| Draped Bust Quarter Eagle  | 1796        |           |           | 4,37            | 20                                        | ząbkowana       | 91,67% złoto, 8,33% miedź |
| Draped Bust Quarter Eagle  | 1796–1807   |           |           | 4,37            | 20                                        | ząbkowana       | 91,67% złoto, 8,33% miedź |
|                            |             |           |           |                 |                                           |                 |                           |
| Capped Bust Quarter Eagle  | 1808        |           |           | 4,37            | 20                                        | ząbkowana       | 91,67% złoto, 8,33% miedź |
| Capped Bust Quarter Eagle  | 1821–1834   |           |           | 4,37            | 20 (do 1829) 18,5 (w 1829) 18,2 (od 1829) | ząbkowana       | 91,67% złoto, 8,33% miedź |
|                            |             |           |           |                 |                                           |                 |                           |
| Classic Head Quarter Eagle | 1834–1839   |           |           | 4,18            | 18,2                                      | ząbkowana       | 89,92% złoto, 10,08 miedź |
|                            |             |           |           |                 |                                           |                 |                           |
| Liberty Head Quarter Eagle | 1840–1907   |           |           | 4,18            | 18                                        | ząbkowana       | 90% złoto, 10% miedź      |
|                            |             |           |           |                 |                                           |                 |                           |
| Indian Head Quarter Eagle  | 1908–1929   |           |           | 4,18            | 18                                        | ząbkowana       | 90% złoto, 10% miedź      |

Ponadto istnieją dwie okolicznościowe monety o tym nominale, z lat 1915 (Panama Pacific Expo) i 1926 (600-lecie Filadelfii).

## 3 dolary
Złote monety trzydolarowe zostały wprowadzone do użytku na mocy Coinage Act of 1853. Powody ustanowienia tego nominału nie są znane. Według różnych teorii miały w być używane do dokonywania zakupów arkuszy stu znaczków pocztowych (po cenie 3 centów za jeden) lub miały ułatwić zakup większych ilości wprowadzonych trzy lata wcześniej monet trzycentowych.
Lista wszystkich monet o nominale 3 dolarów:
| Typy            | Lata emisji | Wizerunek | Wizerunek | Charakterystyka | Charakterystyka | Charakterystyka | Charakterystyka      |
| Typy            | Lata emisji | awers     | rewers    | waga (g)        | średnica (mm)   | krawędź         | stop                 |
| --------------- | ----------- | --------- | --------- | --------------- | --------------- | --------------- | -------------------- |
| Indian Princess | 1854–1855   |           |           | 5,015           | 20,5            | ząbkowana       | 90% złoto, 10% miedź |
| Indian Princess | 1855–1889   |           |           | 5,015           | 20,5            | ząbkowana       | 90% złoto, 10% miedź |

## 5 dolarów
2 kwietnia 1792 roku Kongres uchwalił Coinage Act of 1792, który zezwolił na bicie monet kilku denominacji, w tym właśnie monet złotych o nominale pięciu dolarów amerykańskich zwanych Half Eagle. Była to wówczas druga moneta co do wartości w Stanach Zjednoczonych, większy nominał miały tylko monety Eagle.
Lista wszystkich monet o nominale 5 dolarów:
| 1907–1908               | Lata emisji | Wizerunek        | Charakterystyka | Charakterystyka                 | Charakterystyka | Charakterystyka           |
| 1907–1908               | Lata emisji | Wizerunek        | waga (g)        | średnica (mm)                   | krawędź         | stop                      |
| ----------------------- | ----------- | ---------------- | --------------- | ------------------------------- | --------------- | ------------------------- |
| Draped Bust Half Eagle  | 1795–1798   |                  | 8,75            | 25                              | ząbkowana       | 91,67% złoto, 8,33% miedź |
| Draped Bust Half Eagle  | 1798–1807   |                  | 8,75            | 25                              | ząbkowana       | 91,67% złoto, 8,33% miedź |
|                         |             |                  |                 |                                 |                 |                           |
| Capped Bust Half Eagle  | 1807–1812   |                  | 8,74            | 25                              | ząbkowana       | 91,67% złoto, 8,33% miedź |
| Capped Bust Half Eagle  | 1813–1834   |                  | 8,74            | 25 (1813–1829) 22,5 (1829–1834) | ząbkowana       | 91,67% złoto, 8,33% miedź |
|                         |             |                  |                 |                                 |                 |                           |
| Classic Head Half Eagle | 1834–1838   |                  | 8,35            | 22,5                            | ząbkowana       | 89,9% złoto, 10,1% miedź  |
|                         |             |                  |                 |                                 |                 |                           |
| Liberty Head Half Eagle | 1839–1866   |                  | 8,35            | 22,5 (1839–1840)                | ząbkowana       | 90% złoto, 10% miedź      |
| Liberty Head Half Eagle | 1839–1866   | 21,6 (1840–1908) | 8,35            |                                 | ząbkowana       | 90% złoto, 10% miedź      |
| Liberty Head Half Eagle | 1866–1908   |                  | 8,35            |                                 | ząbkowana       | 90% złoto, 10% miedź      |
|                         |             |                  |                 |                                 |                 |                           |
| Indian Head Half Eagle  | 1907–1908   |                  | 8,35            | 21,6                            | ząbkowana       | 90% złoto, 10% miedź      |

## 10 dolarów
Złote monety zwane Eagle zostały ustanowione przez Kongres na mocy Coinage Act of 1792. Od roku 1804 do 1838 emisja złotych monet dziesięciodolarowych była wstrzymana ze względu na to, że na przełomie XVIII i XIX wieku złote monety były wyprowadzane poza granice Stanów Zjednoczonych lub przetapiane w kraju poza wiedzą mennicy. Złote mennictwo w Stanach Zjednoczonych zostało wstrzymane przez prezydenta Franklina D. Roosevelta 5 kwietnia 1933 roku, kiedy nakazał zwrot złotych monet do Rezerwy Federalnej. Wyjątkiem było posiadanie walorów o wartości kolekcjonerskiej. 30 stycznia 1934 roku wszedł w życie Gold Reserve Act, który ostatecznie wycofał złoto z obiegu, wstrzymał pokrycie dla pieniądza papierowego w tym kruszcu i nakazał przetopienie go w sztaby.
Lista wszystkich monet o nominale 10 dolarów:
| Typy               | Lata emisji | Wizerunek | Charakterystyka | Charakterystyka | Charakterystyka                             | Charakterystyka         |
| Typy               | Lata emisji | Wizerunek | waga (g)        | średnica (mm)   | krawędź                                     | stop                    |
| ------------------ | ----------- | --------- | --------------- | --------------- | ------------------------------------------- | ----------------------- |
| Capped Bust Eagle  | 1795–1797   |           | 17,49           | 33              | ząbkowana                                   | 91,6% złoto, 8,4% miedź |
| Capped Bust Eagle  | 1797–1804   |           | 17,49           | 33              | ząbkowana                                   | 91,6% złoto, 8,4% miedź |
|                    |             |           |                 |                 |                                             |                         |
| Liberty Head Eagle | 1838–1866   |           | 16,71           | 27              | ząbkowana                                   | 90% złoto, 10% miedź    |
| Liberty Head Eagle | 1866–1907   |           | 16,71           | 27              | ząbkowana                                   | 90% złoto, 10% miedź    |
|                    |             |           |                 |                 |                                             |                         |
| Indian Head Eagle  | 1907–1908   |           | 16,71           | 27              | 46 gwiazd (1907–1911) 48 gwiazd (1912–1933) | 90% złoto, 10% miedź    |
| Indian Head Eagle  | 1908–1933   |           | 16,71           | 27              | 46 gwiazd (1907–1911) 48 gwiazd (1912–1933) | 90% złoto, 10% miedź    |

## 20 dolarów
Istotny wpływ na złote mennictwo w Stanach Zjednoczonych miała kalifornijska gorączka złota. Doprowadziło to do sytuacji, w której srebro sprzedawano na rynku z dużym zyskiem. Napływ złota na rynek sprawił, że srebro, którego ceny były liczone w złocie, stało się niedowartościowane. Srebrne jednodolarówki okazały się być bardziej wartościowe niż ich wartość nominalna. 20 lutego przedstawiono projekt ustawy będącej połączeniem wcześniejszych propozycji reformy systemu monetarnego Jamesa McKaya i Charlesa G. Athertona. Została ona zaakceptowana przez Izbę Reprezentantów. Senat przyjął ustawę pod nazwą Coinage Act of 1849 3 marca 1849 roku, ustanawiając monetę o nominale 20 dolarów. Głównym zamysłem, który stanowił podwaliny pod wprowadzenie monety Double Eagle, była chęć przekształcenia dużych ilości złota na rynku w monety przy jak najmniejszym wysiłku mennic.
Lista wszystkich monet o nominale 20 dolarów:
| Typy                       | Lata emisji | Wizerunek | Charakterystyka | Charakterystyka | Charakterystyka                                           | Charakterystyka      |
| Typy                       | Lata emisji | Wizerunek | waga (g)        | średnica (mm)   | krawędź                                                   | stop                 |
| -------------------------- | ----------- | --------- | --------------- | --------------- | --------------------------------------------------------- | -------------------- |
| Liberty Head Double Eagle  | 1850–1866   |           | 33,4362         | 34              | ząbkowana                                                 | 90% złoto, 10% miedź |
| Liberty Head Double Eagle  | 1866–1876   |           | 33,4362         | 34              | ząbkowana                                                 | 90% złoto, 10% miedź |
| Liberty Head Double Eagle  | 1877–1907   |           | 33,4362         | 34              | ząbkowana                                                 | 90% złoto, 10% miedź |
|                            |             |           |                 |                 |                                                           |                      |
| Saint-Gaudens Double Eagle | 1907        |           | 33,4362         | 34              | z mottem „E PLURIBUS UNUM” (litery rozdzielone gwiazdami) | 90% złoto, 10% miedź |
| Saint-Gaudens Double Eagle | 1907–1908   |           | 33,4362         | 34              | z mottem „E PLURIBUS UNUM” (litery rozdzielone gwiazdami) | 90% złoto, 10% miedź |
| Saint-Gaudens Double Eagle | 1908–1933   |           | 33,4362         | 34              | z mottem „E PLURIBUS UNUM” (litery rozdzielone gwiazdami) | 90% złoto, 10% miedź |